# Franz Mattenklott
Franz Friedrich Hugo Mattenklott (* 19. November 1884 in Grünberg in Schlesien; † 28. Juni 1954 in Braunlage) war ein deutscher General der Infanterie im Zweiten Weltkrieg. Er war u. a. Inhaber des Ritterkreuzes des Eisernen Kreuzes, des Deutschen Kreuzes in Gold und des Großkreuzes des Ordens der Krone von Rumänien mit Schwertern am Tapferkeitsbande der militärischen Tugend.

## Leben
Mattenklott trat im Jahr 1903 in das 4. Magdeburgische Infanterie-Regiment Nr. 67 ein, nahm am Ersten Weltkrieg teil. Er wurde u. a. mit beiden Klassen des Eisernen Kreuzes, mit beiden Klassen des Herzoglich Braunschweigisches Kriegsverdienstkreuzes (die II. Klasse mit dem Bewährungsabzeichen) und dem Ritterkreuz I. Klasse des Württembergischen Friedrich-Ordens mit Schwertern ausgezeichnet.
Nach Ende des Ersten Weltkrieges diente er im Generalstab des XX. Armee-Korps (Grenzschutz Ost) und ab dem 1. Oktober 1919 im Generalstab des Freikorps „Hasse“, wo er am 3. Oktober 1919 zum Kompanie-Führer ernannt wurde. Am 16. Mai 1920 trat er zum Generalstab der Befehlsstelle VI (aus General-Kommando VI) in Breslau über, am 1. Oktober 1920 wurde er Kompanie-Chef im 7. (preußischen) Infanterie-Regiment in Schweidnitz. Von 1929 bis 1933 war Major Mattenklott Taktiklehrer an der Infanterieschule Dresden.
In der Wehrmacht führte er die Grenzkommandantur Trier ab 1. Juli 1938, aus der die 72. Infanterie-Division (neu aufgestellt in der 2. Welle) ab 26. August/1. September 1939 entstand, die er als Divisionskommandeur führte. Zwischenzeitlich war Mattenklott Kommandant der Festung und Stadt Metz ab 25. Juli 1940.
Seine Division verlegte im Januar 1941 von Frankreich nach Rumänien. Mattenklott führte sie ab Juli 1941 im Rahmen der 11. Armee durch Bessarabien und die Südukraine in den Krimfeldzug, wo er sich mehrfach besonders auszeichnete und am 23. November 1941 das Ritterkreuz des Eisernen Kreuzes erhielt. Ab 1. Januar 1942 wurde Mattenklott Kommandierender General des XXXXII. Armeekorps als Nachfolger des wegen Ungehorsam abgelösten Generalleutnants Hans Graf von Sponeck, weiter unter dem Kommando der 11. Armee unter General der Infanterie Erich von Manstein. In schweren Abwehrkämpfen gelang es ihm, die Abriegelungsfront am Fuß der Halbinsel zu halten.
Im Mai 1942 nahm er mit seinem Armeekorps maßgeblich am Unternehmen Trappenjagd teil, welches zur Wiedereroberung der Halbinsel Kertsch führte und entscheidende Voraussetzung für die anschließende Eroberung der Festung Sewastopol war, die bis Anfang Juli 1942 gelang. Am 19. September 1942 wurde Mattenklott mit dem Deutschen Kreuz in Gold ausgezeichnet. Nach Abzug der 11. Armee Richtung Leningrad wurde Mattenklott mit dem Stab seines Armeekorps zusätzlich Befehlshaber der gesamten Krim mit direkter Unterstellung unter die neu gebildete Heeresgruppe A. Dieses Kommando endete am 30. April 1943, danach erfolgte seine Versetzung in die sog. Führerreserve des Heeres. Ab dem 10. Juni 1944 führte Franz Mattenklott anstelle des kurz zuvor verstorbenen Generals Glokke als sog. Stellvertretender Kommandierender General und Befehlshaber von Münster aus den Wehrkreis VI (im Wesentlichen bestehend aus dem Nord- und Mittelteil der damaligen preußischen Rheinprovinz) bis zur Besetzung des Bereiches durch die Westalliierten im April 1945.

## Beförderungen
- 28.12.1903 Fahnenjunker
- 18.8.1904 Fähnrich
- 18.5.1905 Leutnant mit Patent vom 22. April 1905
- 22.4.1914 Oberleutnant
- 18.6.1915 Hauptmann
- 1.2.1928 Major
- 1.10.1932 Oberstleutnant
- 1.10.1934 Oberst
- 15.3.1938 Generalmajor mit Rangdienstalter (RDA) vom 1. März 1938
- 1.2.1940 Generalleutnant
- 1.1.1942 General der Infanterie mit Rangdienstalter (RDA) vom 1. Oktober 1941